# Pulsacja Plancka
Pulsacja Plancka – pochodna jednostka pulsacji w naturalnym systemie jednostek, oznaczana jako {\displaystyle \omega _{P}.}
{\displaystyle \omega _{P}={\frac {1}{t_{P}}}={\sqrt {\frac {c^{5}}{\hbar G}}}\approx 1{,}85487\times 10^{43}\,\mathrm {s^{-1}} ,}
gdzie:
{\displaystyle t_{P}} – czas Plancka,
{\displaystyle G} – stała grawitacji,
{\displaystyle c} – prędkość światła w próżni,
{\displaystyle \hbar } – zredukowana stała Plancka.
Pulsacja Plancka jest to pulsacja fali elektromagnetycznej, której energia kwantu jest równa energii Plancka. Taką pulsację ma fala materii stowarzyszona z cząstką o masie równej masie Plancka poruszającą się z prędkością światła.